# Ajaigarh
Ajaigarh is een nagar panchayat (plaats) in het district Panna van de Indiase staat Madhya Pradesh. 

## Demografie
Volgens de Indiase volkstelling van 2001 wonen er 13.979 mensen in Ajaigarh, waarvan 53% mannelijk en 47% vrouwelijk is. De plaats heeft een alfabetiseringsgraad van 59%. 